# Epiclerus temenus
Epiclerus temenus är en stekelart som först beskrevs av Walker 1839.  Epiclerus temenus ingår i släktet Epiclerus och familjen raggsteklar. Arten är reproducerande i Sverige. Inga underarter finns listade i Catalogue of Life.